# Orde van Verdienste van het BOIC
De Orde van Verdienste van het BOIC is in België een trofee die jaarlijks door het Belgisch Olympisch en Interfederaal Comité wordt uitgereikt aan aan een persoon die bijzondere verdiensten heeft in het domein van de sport en die een uitzonderlijke bijdrage heeft geleverd aan de olympische beweging in België. De trofee werd in het leven geroepen in 2013, waarbij de gewezen wielrenner Eddy Merckx als eerste laureaat werd aangeduid.

## Erelijst
- 2013: Eddy Merckx[1]
- 2014: Gaston Roelants en Patrick Sercu[2]
- 2015: Robert Van de Walle
- 2016: Ingrid Berghmans
- 2017: Hanna Mariën
- 2018: Guido De Bondt
- 2019: Roger Moens
- 2020: Anne d'Ieteren
- 2021: Kim Gevaert
- 2022: Roger Lespagnard[3]